# バトゥカーダ
バトゥカーダ（ポルトガル語：batucada）はブラジル音楽のサンバのサブスタイル。主にメロディーや歌のない、「打楽器のみの演奏」を指して言う。またエスコーラ・ジ・サンバやブロコでは、バテリアと呼ばれる打楽器隊により構成された打楽器演奏をいう。

## 概要
ペピニキ（ヘピーキ）、スルド、アゴゴ（ラテンパーカッションでいうベル、またはカウベル）、カイシャ（ドラムセットのスネアに充当する）、クイーカ、ティンバ（もしくはチンバゥ）、パンデイロ、ヘコヘコ（キューバ系、ラテンパーカッションでギロに充当する）、アピート（ホイッスル）、タンボリン等の打楽器などにより演奏される。
バトゥカーダのスタイルは経年によりかなり変化している。日本の打楽器隊では約10～15年位前のスタイルに準じているが、ファンキ（ブラジルでいうファンク）や、マラカトゥなどブラジル北東部のリズムなどを、アレンジしたものもあり多岐に渡る。
バトゥカーダのパターンは以下のようなものがある。
- ブレッキ（英語のブレーキ）
演奏途中でいったん演奏を止めて、またすぐに演奏を始める。パラジーニャと似ているが、これは小休止の後すぐに演奏を始めるパターン。これはいわば、ジャンボ・ジェット機が滑走路の切れる離陸間際でストップさせ、そこからまた離陸態勢に持っていくようなことで、通常の音楽では考えられない超技巧的な演奏であるといわれる。
- パラジーニャ
ブレッキを発展させたもので演奏を一旦停止して、ヘピニキによりまた演奏を再開させたり、ヘピニキと他の楽器による掛け合い、いわゆるコール＆レスポンスなどを行う。1959年にモシダージというエスコーラのメストリ（指揮者・マスター）・アンドレが転んだことで、全体の演奏がストップしたがヘピニキだけが気づかずに演奏していたことから偶然に始まった。本来はモシダージとウニアゥン・ダ・イーリャのみが行っていたが、一種の聞かせどころとなる演奏であることから、リオのカーニバルの規則となったために、それまであえてパラジーニャを取り入れていなかったエスコーラも取り入れざるを得なくなった。
- オンダ（波）
演奏が大きく波を打っているようなリズム。
- ファンキ（ファンク）
ファンクのリズム。1997年、ヴィラドウロというエスコーラによって導入され、一時期はどのバテリアも演奏に取り入れた。

## 主な楽曲
ブラジル以外も含む
- セレブレーション・スート - アイアート・モレイラ
- バトゥカーダ・スート - ティナ・マリー

## 主なミュージシャン
- オロドゥム